# Michael Servetus
Michael Servetus (někdy zvaný též Michael Servet, Miguel Servet, Miguel Serveto, Miguel de Villanueva nebo Michel de Villeneuve; 29. září 1511 Villanueva de Sigena – 27. října 1553 Ženeva) byl španělský teolog, humanistický učenec vzdělaný v mnoha oborech a lékař. 
Byl prvním Evropanem, který vědecky zkoumal plicní oběh. V teologii odmítl učení o boží trojjedinosti. Přestože podpořil reformaci, byl upálen protestanty jako kacíř, z usnesení ženevské městské rady.

## Život

### Mládí
Miguel Servet pocházel z Aragonie. Již v raném věku navštěvoval univerzitu v Zaragoze, kde studoval latinu, řečtinu, hebrejštinu, matematiku, astronomii a geografii. Po dosažení titulu mistra svobodných umění opustil Španělsko a pokračoval ve studiu práv na univerzitě v Toulouse. Práv však brzy zanechal a věnoval se teologii.
Stal se sekretářem (či pážetem) zpovědníka císaře Karla V. Juana de Quintany, s nímž cestoval po Itálii a německých zemích. Jako účastník císařské korunovace v roce 1530 v Římě byl pobouřen okázalostí a luxusem, které předváděl papež a jeho družina a rozhodl se jít cestou reformace. Opustil Quintanu a nějaký čas žil v Basileji, kde se snad živil jako korektor v místní tiskárně. Setkal se postupně s protestantskými teology Filipem Melanchtonem, Johannem Oekolampadiem,  Martinem Bucerem a Wolfgangem Fabriciem Capitem, v teologii se však vydal vlastní cestou. Dílo De Trinitatis Erroribus (1531, anonymně), v němž odmítá učení o Svaté trojici, vzbudilo pozornost inkvizice, ale nebylo přijato ani protestanty. Další díla, z nichž první bylo Dialogorum de Trinitaty (1532), pak vydával pod pseudonymem Michel de Villeneuve.

### Studentem a lékařem ve Francii
Z obav z pronásledování Servet odešel do Francie, nejprve do Paříže, ale pak se usadil v Lyonu a pracoval zde jako tiskař a korektor. Vydal francouzský překlad Ptolemaiovy Geografie a Bibli. V Lyonu se seznámil se s lékařem Symphorienem Champierem, stal se jeho žákem a začal se zabývat medicínou a farmakologií. Napsal zde mimo jiné průkopnickou knihu o rostlinných šťávách.
V roce 1537 se zapsal na pařížskou univerzitu, kde začal studovat medicínu. Zajímala ho zejména anatomie a spolu s Andreasem Vesaliem patřili k nejschopnějším asistentům při pitvách. Paralelně na univerzitě vyučoval matematiku (geometrii) a astrologii. Předpověděl zakrytí Marsu Měsícem, což spolu s jeho učením vyvolalo mezi učiteli medicíny mnoho závisti. Děkan lékařské fakulty Jean Tagault pozastavil jeho výuku a Servetus proti němu napsal svou apologetiku. Když byl Servetus obviněn za učení o věštbách (Ciceronově díle De Divinatione), Tagault pro něj žádal trest smrti, ale  nakonec byl trest snížen na stažení knihy. 
Kvůli potížím v Paříži dokončil Servetus lékařská studia v Montpellier. Stal se osobním lékařem Pierra Palmiera, arcibiskupa ve Vienne. Zde také redigoval a vydal latinský překlad Bible, který pořídil Santes Pagninus. V letech 1548–1549 proběhl proces jeho naturalizace – stal se francouzským občanem (pod jménem Michel de Villeneuve). 

### Spory s Kalvínem a cesta na hranici
Ve Vienne si začal dopisovat s Janem Kalvínem. Poslal mu také ranou verzi své knihy Cristianismi Restitutio (Obnova křesťanství). Pro Kalvína byla kniha útokem na nicejskou křesťanskou doktrínu a nesprávným výkladem biblického kánonu. Poslal Servetovi oplátkou své vlastní dílo Institutio Christianae Religionis, které mu Servet vrátil s vlastními kritickými poznámkami. Korespondence se posléze vyhrotila, až ji Kalvín ukončil. 
Kniha Cristianismi Restitutio byla vydána anonymně v roce 1553. Servet zde dále rozpracovával své antitrinitářské myšlenky a také zavrhl predestinaci. Zajímavostí tohoto teologického díla je skutečnost, že je zde poprvé v Evropě popsán plicní oběh (Servet pravděpodobně vycházel z díla arabského učence Ibn an-Nafíse). 
Autorství knihy se brzy prozradilo, i na základě dopisů, které Servet psal Kalvínovi. Servet byl prohlášen za kacíře a obviněn z arianismu, popírání božské podstaty Krista. Byl zatčen a vyslýchán generálním inkvizitorem Orym, ale podařilo se mu z vězení uprchnout. Dne 17. června 1553 byl usvědčen z kacířství a odsouzen k upálení i se svými knihami. (Symbolicky byla upálena jeho podobizna spolu s prázdnými papíry.)

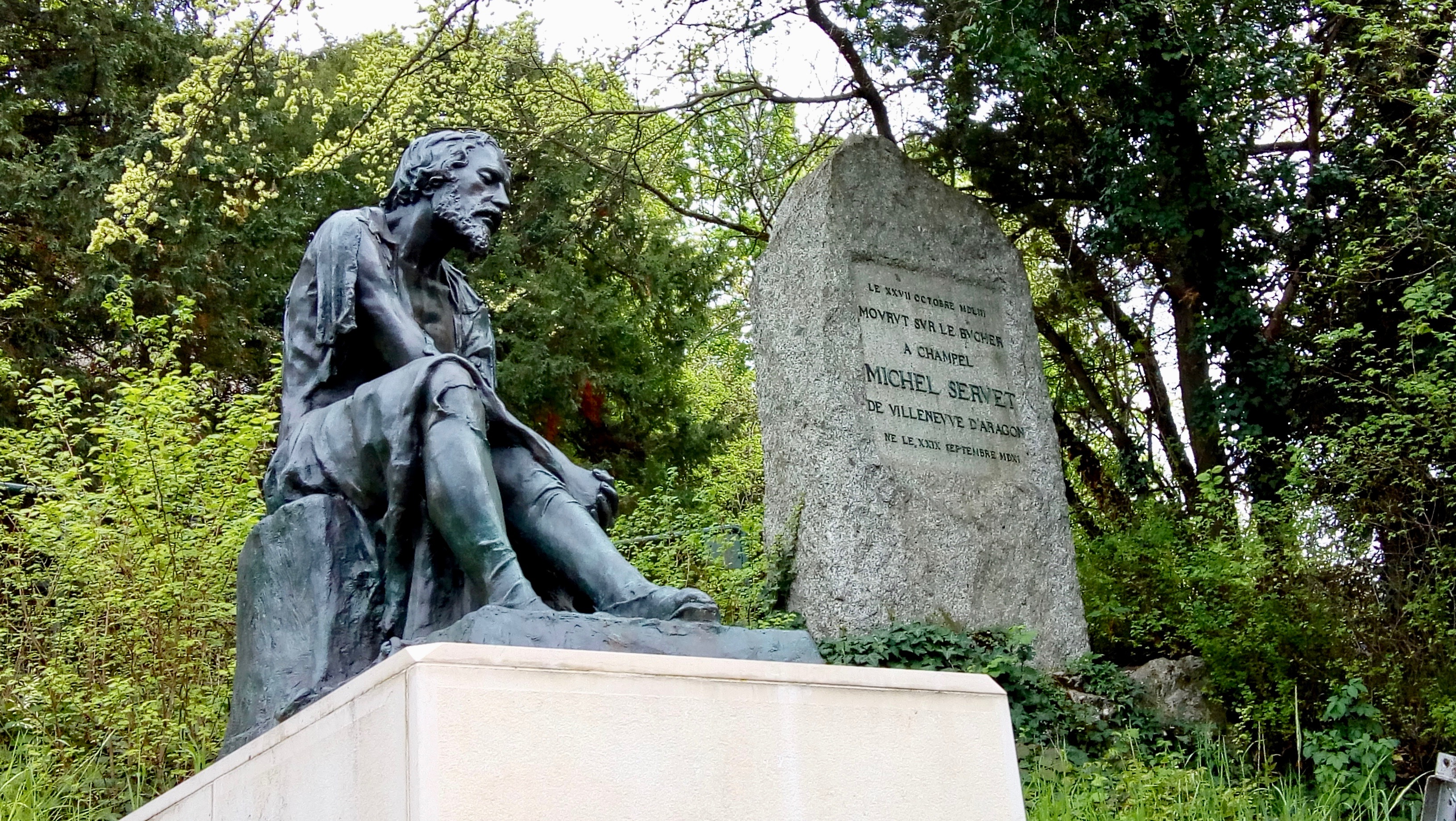
Servetův pomník v Ženevě

Servet uprchl z Francie a přes Ženevu mířil do Itálie. V Ženevě se inkognito zúčastnil Kalvínova kázání, byl však poznán a uvězněn. Tribunál ve Vienne si žádal jeho vydání, ale Servet dal přednost možnosti být souzen zde. Absolvoval několik výslechů, nebyla mu poskytnuta možnost mít advokáta a ve vězení trpěl zlými podmínkami. Kalvín osobně během procesu proti Servetovi nevystoupil, snad ze zdravotních důvodů, ale pravděpodobně byl autorem žaloby. Protože Servet nebyl občanem Ženevy a legálně mohl být nanejvýš vyhoštěn, vláda ve snaze najít nějakou hodnověrnou záminku pro ignorování této právní reality konzultovala další švýcarské reformované kantony. Ty všeobecně podporovaly jeho odsouzení a potlačení jeho doktríny. 24. října byl Servet odsouzen k smrti upálením za popírání Svaté Trojice a křtu dítěte. Kalvín a další ministři žádali, aby byl sťat místo upálení, což bylo zamítnuto. Servet byl upálen zaživa na hranici svých vlastních knih na náhorní plošině Champel na okraji Ženevy. Historici zaznamenávají jeho poslední slova jako: „Ježíši, Synu věčného Boha, smiluj se nade mnou.“

## Dílo
- 1531: De Trinitatis Erroribus
- 1532: Dialogorum de Trinitaty

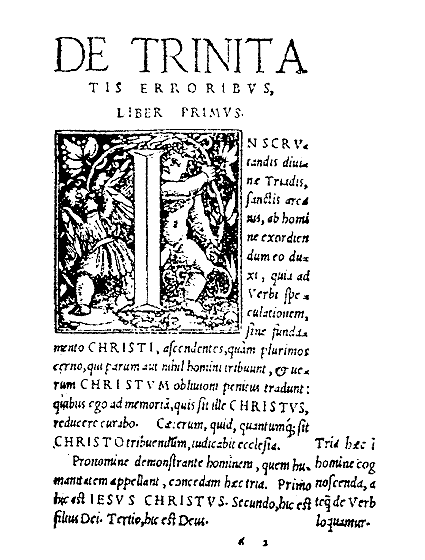

- 1535: Claudii Ptolemaeii Alexandrinii Geographicae
- 1536: In Leonardum Fucsium Apologia
- 1537: Syruporum universia ratio
- 1538: Michaelis Villanovani in quedam medicum apologetica disceptatio pro Astrologia
- 1542: Biblia sacra ex Santes Pagnini tralation, hebraist
- 1542: Biblia sacra ex postremis doctorum
- 1545: Biblia Sacra cum Glossis
- 1553: Cristianismi Restitutio
- Manuscript de Paris